# Neo4j
Neo4j는 Neo4j사가 개발한 그래프 데이터베이스 관리 시스템이다. 개발자들은 Neo4j에 대해 네이티브 그래프 저장 및 처리 기능을 갖춘 ACID를 준수하는 트랜잭셔널 데이터베이스로 기술하고 있다. DB-Engines ranking에 따르면 가장 대중적인 그래프 데이터베이스이다.
Neo4j는 GPL3 라이선스의 오픈 소스 커뮤니티 에디션으로 이용이 가능하다. (온라인 백업과 고가용 확장 기능(AGPL 라이선스)과 더불어) Neo는 이러한 확장 기능들이 포함된 Neo4j를 클로즈드 소스 상용 라이선스로 허가한다.
Neo4j는 자바로 구현되어 있으며 트랜잭셔널 HTTP 엔드포인트를 경유하거나 바이너리 볼트(bolt) 프로토콜을 통해 Cypher Query Language를 사용하여 다른 언어로 작성된 소프트웨어로부터 접근이 가능하다.

## Neo4j사
Neo4j는 북아메리카 미국 샌프란시스코 베이 에어리어에 위치한 Neo4j사에 의해 개발되며 말뫼, 스웨덴, 유럽에 지사가 있다. Neo4j사의 이사회의 구성원으로는 로드 존슨(Rod Johnson, 스프링 프레임워크의 설립자), 크리스 바책(Chris Barchak, 코너 벤처 파트너스의 파트너), 매그너스 크리스터슨(Magnus Christerson, 인탠셔널 소프트웨어의 부사장), Nikolaj Nyholm(선스톤 캐피털의 파트너), Guarav Tuli(피델리티 그로스 파트너스), Johan Svensson(Neo4j사의 CTO)로 구성된다.

## 같이 보기
- CODASYL